# 76
Aquesta pàgina és per a l'any. Per al nombre, vegeu setanta-sis.
El 76 (LXXVI) fou un any comú començat en dilluns del calendari julià.

## Esdeveniments
- Anaclet esdevé papa de Roma.[1]